# Johann Konrad Pfyffer von Altishofen

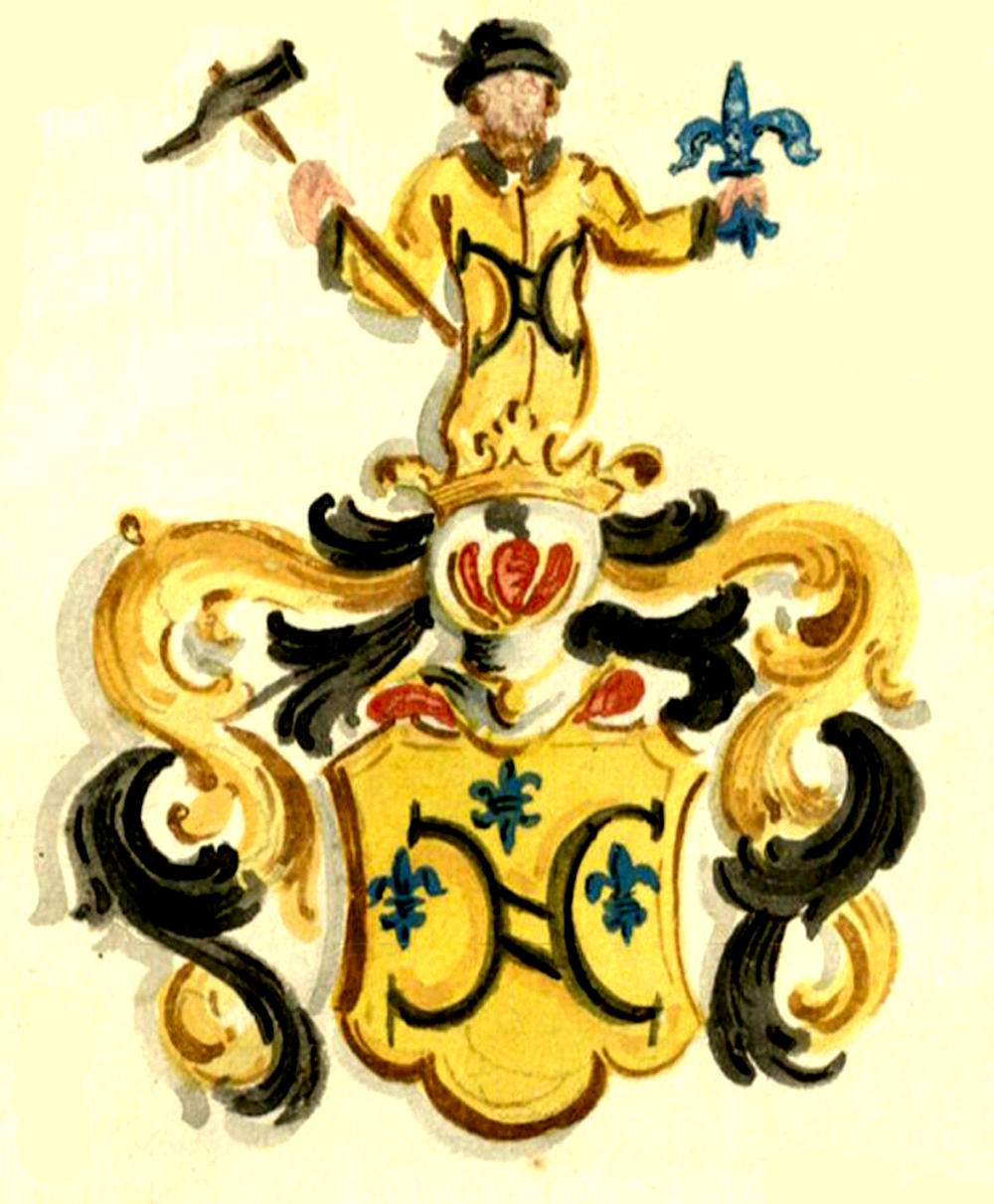
Stemma Pfyffer-Altishofen

Johann Konrad Pfyffer von Altishofen (Lucerna, ... – Roma, 1727) è stato un ufficiale svizzero, comandante della Guardia Svizzera.

## Biografia
Dopo la morte di Johann Kaspar Mayr von Baldegg e la successiva nomina del tenente Johann Rudolf Pfyffer von Altishofen al rango di comandante provvisorio della guardia svizzera pontificia, la sorte del corpo di guardia del papa, dopo due soli secoli di vita, sembrava essere messa seriamente alla prova.
Clemente XI, dopo i disordini di fine secolo, aveva reagito duramente privando il corpo di guardia di diversi privilegi come la franchigia sul vino, scatenando una serie di proteste da parte dei soldati svizzeri che, vista l'inflazione sempre maggiore per l'economia dell'epoca, ribadivano la necessità di ottenere questi sconti in quanto la vita era impossibile con il soldo da loro ricevuto come stipendio giornaliero. Il fatto spinse oltre 50 dei 120 soldati della milizia svizzera a rivolgersi al cardinale segretario di stato minacciando l'abbandono del servizio attivo se la situazione non fosse stata risolta, il che creò non poche discussioni a livello politico anche con il consiglio amministrativo di Lucerna che licenziò spontaneamente molti degli uomini del corpo provenienti da quella città per evitare questioni diplomatiche con la Santa Sede. A questo punto, Clemente XI si vide costretto a mantenere in vita il corpo di guardia e a nominare un nuovo comandante nella persona di Johann Konrad Pfyffer von Altishofen, imparentato con alcuni dei precedenti comandanti della guardia svizzera e prosecutore quindi della tradizione bellica al servizio del papa coltivata dalla propria famiglia.
Egli, nato a Lucerna, aveva militato nella compagnia sotto il comando del cugino Franz Pfyffer von Altishofen che lo aveva introdotto con l'intento di farne il proprio successore.
Egli prese l'incarico nel 1712 dopo sette anni di assenza di un comandante effettivo e rimase in attivo sino al 1727 quando morì in servizio.